# Münster (Steinach)
Münster ist ein Ortsteil der Gemeinde Steinach im niederbayerischen Landkreis Straubing-Bogen. Neben der amtlichen Ortsbezeichnung Münster finden sich auch, besonders im Hinblick auf das ehemalige Kloster Pfaffenmünster, die Namen Pfaffenmünster und Pfaffmünster bis in die Gegenwart.

## Lage
Münster liegt etwa zwei Kilometer westlich von Steinach neben der A 3.

## Geschichte
Erste Spuren menschlicher Besiedelung fanden sich am Buchberg bei Münster in einer Höhle, die bereits vor ca. 52.000 Jahren von Neandertalern benutzt wurde.
Vermutlich im 8. Jahrhundert wurde in Münster ein Benediktinerkloster gegründet, das aus Rom Reliquien des römischen Märtyrers Tiburtius erhielt. Herzog Tassilo III. und sein Vater Odilo werden als Stifter genannt. Dieses Urkloster Münster soll in den Ungarnstürmen des 10. Jahrhunderts untergegangen sein.
Der Grundbesitz des Klosters bildete die Grundlage für die Entstehung eines Kollegiatstifts. Schon vor der Verlegung der Chorherren von Kloster Metten nach Münster im Jahr 1157 wird um 1148 das „monasterium S. Tyburcii“ genannt. Die zehn Chorherren errichteten die romanische Stiftskirche St. Tiburtius und für die Einwohner des Dorfes die Pfarrkirche St. Martin.
Im Jahre 1324 nahmen die Herzöge Heinrich XIV., Heinrich XV. und Otto das Chorstift Münster mit Leuten und Gütern unter ihren Schutz. Etwa zehn Jahre später verliehen die Herzöge den Chorherren die Hofmarksgerechtigkeit.
Dem Stift waren die Pfarreien St. Martin in Münster, Feldkirchen, Ascha und Stallwang inkorporiert. Es besaß die Hofmarken Münster und Öberau, einen Schwaighof in Aholfing und einen großen Forst zwischen Münster und Falkenfels.
Im Rahmen der Gegenreformation wurde das Chorherrenstift St. Tiburtius 1581 an die Bürgerkirche St. Jakob in Straubing verlegt. In Straubing benannte sich das Kollegiatstift nun nach St. Jakobus und St. Tiburtius.
Im Jahre 1779 wurde der Komponist und Kirchenmusiker Johann Baptist Schiedermayr der Ältere in Münster geboren.
Die alte Stiftskirche in Münster fand Verwendung als Pfarrkirche und war dem Straubinger Stift bis zu dessen Auflösung im Jahr 1803 einverleibt. Die Hofmark Pfaffmünster verblieb bis zur Säkularisation beim Chorstift. Am 26. Oktober 1803 gingen dessen Gerichtsrechte auf das Landgericht Straubing über, die Güter gelangten zum Rentamt Straubing.

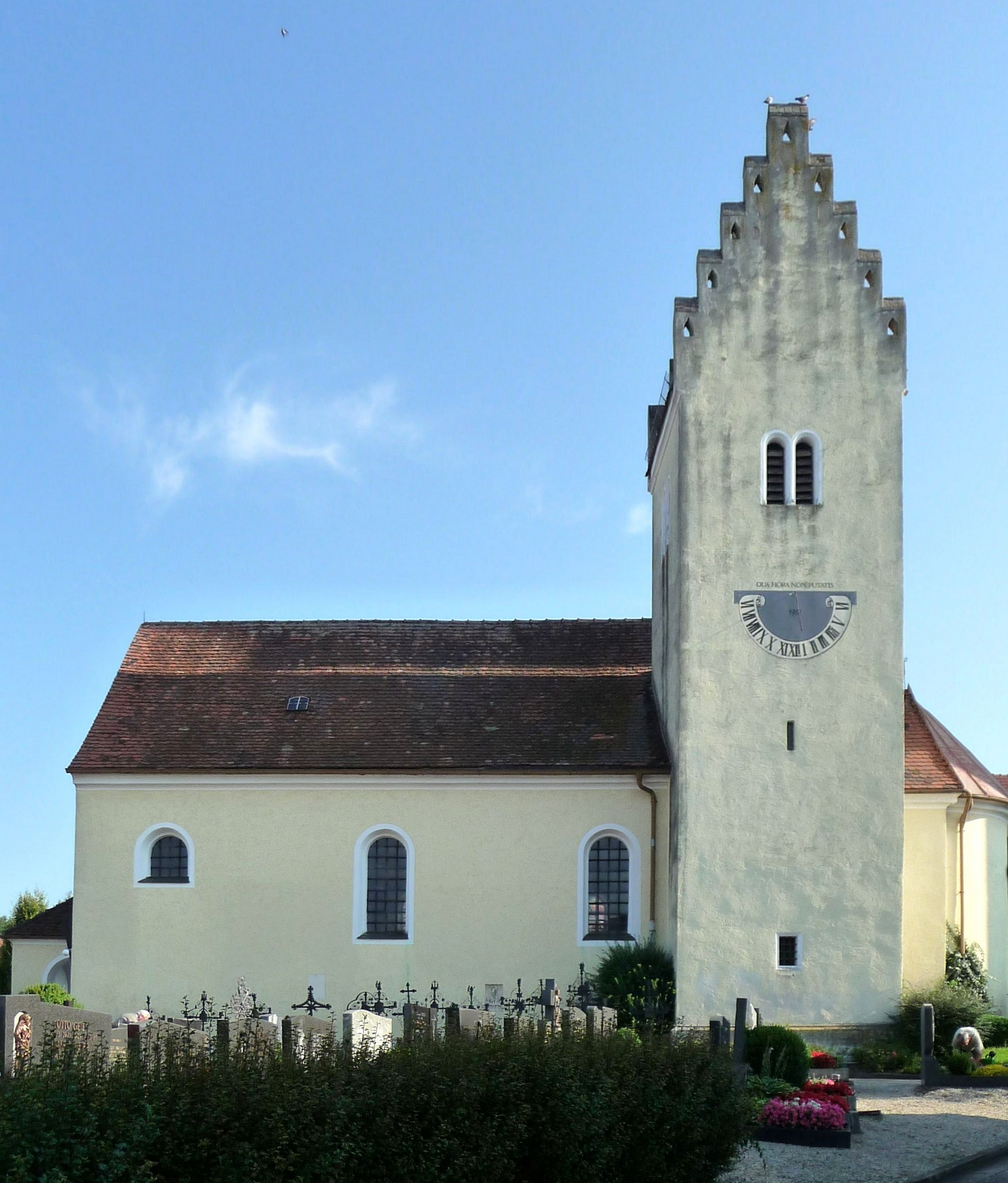
Nebenkirche und ehemalige Pfarrkirche St. Martin

Im Jahre 1808 wurde der Steuerdistrikt Münster geschaffen, 1818 die Gemeinde Münster im Landgericht Straubing. Die Gemeinde umfasste neben Münster die Orte Helmberg, Höpflhof und Wiedenhof. 1821 kam Berghof von Agendorf an Münster.
Am 1. Mai 1978 wurde Münster im Rahmen der Gebietsreform ein Teil der vergrößerten Gemeinde Steinach.

## Sehenswürdigkeiten
- Pfarrkirche und ehemalige Stiftskirche St. Tiburtius. Die spätromanische dreischiffige Basilika entstand im 12. Jahrhundert. Im Jahr 1736 wurde sie teilweise barockisiert. Die Deckenfresken zur Tiburtiuslegende fertigte Johann Adam Schöpf 1738. Die Rokokoaltäre entstanden im 18. Jahrhundert. Ein Grabmal stammt aus dem 14. Jahrhundert.
- Kirche St. Martin. Das romanische Bauwerk aus dem 12. Jahrhundert wurde im 18. Jahrhundert barockisiert. Die Deckenmalereien schuf Joseph Anton Merz um 1750.
- Das Pfarrhaus mit spätgotischem Treppengiebeldach wurde 1514 durch Propst Bernhard von Waldkirch erbaut.

## Vereine
- Donauwaldbühne Münster
- Dorfgemeinschaft Münster
- Eisstockclub Steinach-Münster
- Fischereiverein Münster
- Freiwillige Feuerwehr Münster
- Gartenbauverein Münster
- KLJB Münster
- Landfrauen Münster
- Musikverein Steinach-Münster
- Reservistenkameradschaft Münster/KSK
- VdK Ortsverband Steinach-Münster
- Stopselclub Münster
- Kulturverein Münster